# Xã Red Fish, Quận Mellette, Nam Dakota
Xã Red Fish (tiếng Anh: Red Fish Township) là một xã thuộc quận Mellette, tiểu bang Nam Dakota, Hoa Kỳ. Năm 2010, dân số của xã này là 16 người.